# 四川槭
四川槭（学名：Acer sutchuenense）为槭树科槭属下的一个种。

## 扩展阅读
- 維基物種上的相關：四川槭